# Diversilite-(Ce)
La diversilite-(Ce) è un minerale.